# 대한소프트테니스협회
대한소프트테니스협회는 정구의 보급과 국제교류를 통해 건강하고 명랑한 사회기풍과 국제친선을 진직시키고 나아가 국민들의 건강한 체력과 삶 증진 도모를 목적으로 2000년 12월 28일 설립된 대한민국 문화체육관광부 소관의 사단법인이다. 사무실은 서울특별시 송파구 오륜동 88 올림픽회관에 있다.

## 주요 사업
- 국내 및 국제정구대회의 개최 및 주관
- 정구경기의 연구개발 및 경기인육성
- 국제교류사업의 추진
- 정구경기의 규칙제정 및 해석
- 정구 보급을 위한 사업추진